# Goniodes bituberculatus
Goniodes bituberculatus är en insektsart som beskrevs av Rudow 1869. Goniodes bituberculatus ingår i släktet medusalöss, och familjen Goniodidae. Arten är reproducerande i Sverige.